# Era 2
Era 2 är det andra albumet av musikprojektet Era, utgivet 2000.

## Låtlista
1. Omen Sore (4'45)
2. Divano (3'55)
3. Devore Amante (4'19)
4. Sentence (4'57)
5. Don't U (3'54)
6. Infanati (4'30)
7. Madona (4'21)
8. Hymne (4'58)
9. Misere Mani (4'09)
10. In fine (4'27)